# 特呂利孔
特吕利孔（德語：Trüllikon）是瑞士联邦苏黎世州安德尔芬根区的市镇。该市镇面积为9.80平方千米，海拔高度435米，2018年12月31日人口数为1,066。

## 外部連結
- 特吕利孔官方网站 （页面存档备份，存于） （德文）